# Dipoma
Dipoma es un género de fanerógamas perteneciente a la familia Brassicaceae. Comprende dos especies.

## Especies seleccionadas
- Dipoma iberideum
- Dipoma tibeticum